# Темчароен, Питифонг
Питифонг Темчароен (тайск. ปิติพงศ์ เต็มเจริญ; род. 17 июля 1968, Таиланд) — таиландский политический деятель, председатель «Справедливой партии», бывший член Палаты представителей (1995—2006).

## Биография

### Ранние годы
Питифонг Темчароен родился 17 июля 1968 года. Он получил степень бакалавра права на юридическом факультете Университета Таммасат. В дальнейшем получил степень магистра в 3 областях, включая степень магистра в области экологического менеджмента на факультете окружающей среды Азиатского технологического института, степень магистра политических наук в Университете Таммасат, а также степень магистра права в Американском институте, США. Докторскую степень по философии Питифонг получил в Университете Бангкоктонбури.

### Политическая карьера
Питифонг Темчароен начал заниматься политикой после выборов 1995 года, баллотировавшись на первый срок в качестве депутата от «Тайской гражданской партии». В свой первый срок он был депутатом от Бангкокского округа 10 (Бангкок-Ной, Талинг Чан и Банг Пхлат). На выборах 2001 и 2005 годов побеждал, выдвигаясь от партии «Тай Рак Тай».
На парламентских выборах в 2007 году баллотировался от «Партии народной власти», но не был избран, а на выборах 2011 года участвовал от партии «Пхыа Тхаи», но также проиграл на них Чанину Рунгсэну из «Демократической партии».
В 2013 году был назначен секретарём министра юстиции Чайкасема Нитисири.
В 2019 году присоединился к «Тайской либеральной партии», но 2020 году перешёл в «Справедливую партию», где и занял должность председателя. На парламентских выборах 2023 года Питифонг баллотировался в депутаты от 31-го округа Бангкока, но не был избран. Однако его партия получила одно место по партийному списку и была приглашена партией «Движение вперёд» присоединиться к формирующемуся правительству.

## Награды
- Орден Короны Таиланда, Рыцарь Большой ленты (2012)[8]
- Орден Белого слона первого класса (2004)[9]